# Хуан Баутиста Пастене
Хуан Баутиста Пастене (на испански: Juan Bautista Pastene; на италиански: Giovanni Battista Pastene) е италиански мореплавател на испанска служба.

## Ранни години (1507 – 1539)
Роден е през 1507 година в Генуа, Италия, в семейството на Томас и Есмералда Пастене. През 1526 Пастене пристига в Хондурас и със собствен кораб извършва търговски операции. През 1536 заминава за Перу и служи под командването на Франсиско Писаро.

## Изследователска дейност (1540 – 1545)
В началото на 1540 от Перу на юг потегля отряд от 150 души начело с Педро де Валдивия, който до 1552 успява да завоюва за испанската корона земите на днешно Чили. С кралски указ Валдивия е назначен за вицекрал на Чили и стремейки се да избегне зависимостта на новите си владения от вицекраля на Перу се стреми да усвои пряк път до Испания през Магелановия проток, а не през Панама, както е дотогава. Той предполага, че най-северния изход от протока се намира на около 42° ю.ш. За изследване на крайбрежието на Южно Чили до мнимия изход на Магелановия проток Валдивия използва изпратената му от Перу флотилия под командването на Хуан Баутиста Пастене.
Флотилията водена от Пастене действително намира близо до 42° ю.ш. тесния проток Чакао и прониква в него. Но зад този, както се оказва, много къс проток, се простира на юг сравнително широко, осеяно с островчета водно пространство – заливите Анкуд и Корковадо, а след тях, но не на изток, а на запад, на 43° 35' ю.ш., се открива друг воден басейн – залива Гуафо, който отвежда Пастене обратно в Тихия океан. Оказва се, че новооткритите заливи и протока Чакао отделят от континента големия остров Чилое (8394 км2, втория по големина в Южна Америка след Огнена Земя). Така Пастене поставя началото на откриването на Чилийския архипелаг, състоящ се от няколкостотин острова.

## Следващи години (1545 – 1580)
През 1545 Пастене плава до Перу за набиране на заселници в земите в Чили и през 1547 се завръща с голяма група колонисти.
През 1550 участва в основаването на град Консепсион от Педро де Валдивия.
По време на управлението на вицекраля на Чили Гарсия Уртадо де Мендоса (1557 – 1561) Пастене извършва отново няколко разузнавателни плавания покрай бреговете на остров Чилое. В годините 1548, 1551, 1553, 1557 и 1568 е военен комендант на Сантяго де Чиле, а през 1564 е негов кмет. Той е първия губернатор на пристанищния град Валпарайсо.
Умира в Сантяго де Чиле през 1580 г.

## Памет
Неговото име носи град Капитан Пастене (38°11′ ю. ш. 73°00′ з. д. / 38.183333° ю. ш. 73° з. д.), в региона Араукания, Чили.